# تارلونگنی
تارلونگنی (به لاتین: Tărlungeni) یک سکونتگاه مسکونی در رومانی است که در شهرستان براشوو واقع شده‌است.

## خصوصیات
تارلونگنی ۷٬۸۲۰ نفر جمعیت دارد.